# Brouillard au pont de Tolbiac
Brouillard au pont de Tolbiac est un roman policier français de Léo Malet, paru en 1956 aux Éditions Robert Laffont. C'est le neuvième des Nouveaux Mystères de Paris, série ayant pour héros Nestor Burma.

## Résumé
Nestor Burma reçoit une lettre de l’hôpital de la Salpêtrière. Lenantais, un ancien compagnon anarchiste qu’il a connu dans sa jeunesse au foyer végétalien de la rue de Tolbiac, lui demande de venir à son chevet. Mais Nestor Burma arrive trop tard. La séduisante gitane Belita Moralès l’informe de la mort de son vieil ami de suites de deux coups de couteau reçus lors d’une sauvage agression. À l’hôpital, Burma se heurte à l’inspecteur Fabre qui l'accompagne à la morgue. Le commissaire Faroux les rejoint, visiblement là pour obtenir des informations de la bouche de Burma. Il fait également allusion à un policier, Norbert Ballin, en charge d'une vieille enquête sur la disparition en 1936, aux environs du pont de Tolbiac, d'une grosse somme d'argent volée à un garçon de recettes. Difficile mission d’éclaircir l'assassinat de Lenantais et le vol de 1936, deux crimes en apparence indépendants et tout aussi inexplicables. 
Le détective retrouve Bélita et se débarrasse d'une grosse mégère gitane qui la menace d'un fouet. La jeune fille lui apprend que Lenantais la considérait comme sa fille, et qu'il l'avait, moyennant un lourd paiement, libérée de sa tribu qui cherche maintenant à lui imposer à nouveau son joug. Burma retrouve ensuite, au gré de ses investigations, la plupart de ses amis d'antan, dont plusieurs ont choisi, comme Lenantais, de changer d'identité pour se refaire une vie. Bientôt, Burma croit pouvoir faire écrouer le coupable et soustraire Bélita au clan des gitans. Un double échec l'attend.

## Aspects particuliers de l'ouvrage
Le roman se déroule dans le 13e arrondissement de Paris.
« Il s’agit sans doute, selon André Varoncini, d’un chef-d’œuvre d’ambiance, de mystère et de sensibilité nostalgique. » Léo Malet a mis dans ce roman une grande partie de ses souvenirs de jeunesse. L'omniprésence du brouillard facilite l'évocation du passé par le truchement d'un des récits les plus sombres des Nouveaux Mystères de Paris.
Ce roman « se détache indéniablement de [la] série. Roman central d'une œuvre imposante, il fourmille d'anecdotes autobiographiques ».

## Éditions
- Éditions Robert Laffont, 1956
- Club du livre policier, Les Classiques du roman policier no 35, 1965 (avec Les Rats de Montsouris et une préface de Thomas Narcejac)
- Le Livre de poche no 2783, 1970
- Éditions de Crémille, collection Les Grands Maîtres du roman policier no 11, 1973
- Librairie de la Butte aux Cailles, 1978
- Fleuve noir, Les Nouveaux mystères de Paris no 9, 1983 ; réédition en 1999
- 10-18, Grands détectives no 1756, 1986
- Éditions Robert Laffont, collection Bouquins, 1986 ; réédition en 2006
- Presses de la Cité, 1989
- Éditions Chardon bleu, Collection Largevision, 1990
- Pocket no 6215, 1998 ; réédition au no 14314 en 2009

## Adaptations

### À la télévision
- 1994 : Brouillard au pont de Tolbiac, épisode 5, saison 3, de la série télévisée française Nestor Burma réalisé par Joël Séria, avec Guy Marchand dans le rôle de Nestor Burma. L'intrigue y est contemporaine de la réalisation du téléfilm (comme dans les autres épisodes de la série) et fait référence à des évènements survenus en 1968, contrairement  à l'intrigue de l'ouvrage de Léo Malet, qui se situe dans les années 1950 et renvoie à des évènements de 1936. En outre, le scénario substitue une jeune Chinoise et sa communauté aux personnages gitans du roman. Enfin, le pont de Tolbiac au centre du scénario est le pont sur la Seine, et non le viaduc de Tolbiac auquel le roman fait référence.

### En bande dessinée
- Brouillard au pont de Tolbiac de Léo Malet, adapté par le dessinateur Jacques Tardi, Paris, Casterman, 1982.  (ISBN 2-203-33413-4)[4].